# SS Enid Victory
El SS Enid Victory ' (MCV-712), era un barco de la victoria tipo VC2-S-AP2 construido por Permanente Metals Corporation, Yard 2, de Richmond, California . El carguero de la Administración Marítima recibió su nombre de Enid, Oklahoma . Fue el barco número 730 construido en los astilleros de Kaiser. Su quilla fue colocada el 17 de mayo de 1945. El barco fue bautizado el 27 de junio de 1945, con la asistencia del alcalde de Enid, Luther A. Wells. El barco estuvo en servicio durante la Segunda Guerra Mundial, la Guerra de Corea y la Guerra de Vietnam .

## Segunda Guerra Mundial
Para la Segunda Guerra Mundial, la Enid Victory fue operada por la General SS Company bajo la ley de Marina Mercante de los Estados Unidos para la Administración de Transporte de Guerra . Tenía a la Guardia Armada de la Marina de los Estados Unidos para manejar los cañones de cubierta . Sirvió en el teatro de guerra Asia-Pacífico. En octubre de 1945 suministró bienes para la Batalla de Leyte, incluido el remolcador oceánico USS ATR-13 de la Marina de los Estados Unidos.

## Guerra de Corea
Después de la Segunda Guerra Mundial, el barco fue atracado en las instalaciones de la Administración Marítima de los Estados Unidos del río Hudson el 7 de octubre de 1949. Durante la evacuación de Hŭngnam el 10 de diciembre de 1950, el Enid Victory, que servía como un buque fletado del Servicio de Transporte Marítimo Militar, cortó el punto este del puerto demasiado cerca y encalló. La marea de un pie del Mar de Japón lo dificultaba, pero a la tarde siguiente el ARL Askari, el remolcador de la flota Tawakoni y dos remolcadores del puerto lograron liberar el barco y ella continuó hacia Pusan . En febrero de 1952, el SS Enid Victory devolvió 280 cuerpos de militares caídos a Estados Unidos.

## Posguerra
En 1955, el barco se utilizó para determinar las mejores rutas de navegación según las previsiones meteorológicas marinas. El Enid Victory siguió un camino que se basó en estos pronósticos, mientras que los barcos de control siguieron rutas más convencionales. Para el primero de ellos, el Enid Victory partió de La Pallice, Francia y un barco de control, el SS Monroe Victory, partió de Liverpool, Inglaterra, el 7 de enero de 1955, con destino a la ciudad de Nueva York . El Enid Victory llegó a Nueva York el 17 de enero de 1955, recorriendo una distancia de 3.318 millas a una velocidad media de 14,57 nudos. El 19 de enero de 1955, el Monroe Victory llegó a Nueva York, 2 días, 18 horas y 54 minutos después.  Este barco también había viajado 3.318 millas, pero su velocidad en la ruta estándar era de solo 11,30 nudos.  El 15 de noviembre de 1956, Lykes Brothers fletó el Enid Victory de los Estados Unidos en Norfolk, Virginia .

## Guerra de Vietnam
El SS Enid Victory se reactivó durante la Guerra de Vietnam. El barco se había mantenido en reserva en Houston, Texas y se sometió a un reacondicionamiento interno y en la superficie por un valor de $ 257,000. Mientras se dirigía a Vietnam y servía como barco de municiones, se produjo una explosión en la sala de máquinas y mató al segundo ingeniero asistente. Mientras estaba en la bahía de Subic, Filipinas, el USS Tillamook (ATA-192) respondió al llamado de una misión de rescate con solo la sección de servicio embarcada. La llamada llegó alrededor de las 22:00 horas del 20 de diciembre de 1966, y el remolcador se puso en marcha de inmediato para reunirse con el SS Enid Victory, que no pudo regresar a puerto debido a un motor de dirección dañado. El Tillamook devolvió al mercante a salvo a la bahía de Subic.

## Retiro
En 1974, el barco fue nuevamente suspendido en Beaumont, Texas . El Enid Victory se vendió como chatarra el 16 de agosto de 1993.